# Groß Offenseth-Aspern
Groß Offenseth-Aspern (niederdeutsch:  Groot Offenseet-Aspern) ist eine Gemeinde im Kreis Pinneberg in Schleswig-Holstein.

## Geografie

### Geografische Lage
Das Gemeindegebiet von Groß Offenseth-Aspern erstreckt sich im Bereich der naturräumlichen Haupteinheit Barmstedt-Kisdorfer Geest (Nr. 694) nordwestlich von Barmstedt am Flusslauf der Offenau. Teile des Staatsforstes Rantzau, die Teil des staatlichen Forstbetriebs Schleswig-Holsteinische Landesforsten ist, liegen im Gemeindegebiet.

### Gemeindegliederung
Hütten und Hanredder liegen im Gemeindegebiet.

### Nachbargemeinden
Direkt angrenzende Gemeindegebiete von Groß Offenseth-Aspern sind:
|                              | Brande-Hörnerkirchen                        |                     |
| Klein Offenseth-Sparrieshoop | Kompassrose, die auf Nachbargemeinden zeigt | Lutzhorn, Barmstedt |
|                              | Bokholt-Hanredder                           |                     |

## Politik

### Gemeindevertretung
Bei der Kommunalwahl am 14. Mai 2023 wurden insgesamt neun Sitze vergeben. Diese fielen alle an die Freie Wählergemeinschaft Groß Offenseth-Aspern. Die Wahlbeteiligung betrug 49,0 %.

### Wappen
Blasonierung: „Von Rot und Silber schräglinks geteilt. Oben eine goldene heraldische Rose, unten ein schräglinks gestelltes grünes Espenblatt.“

## Wirtschaft und Infrastruktur

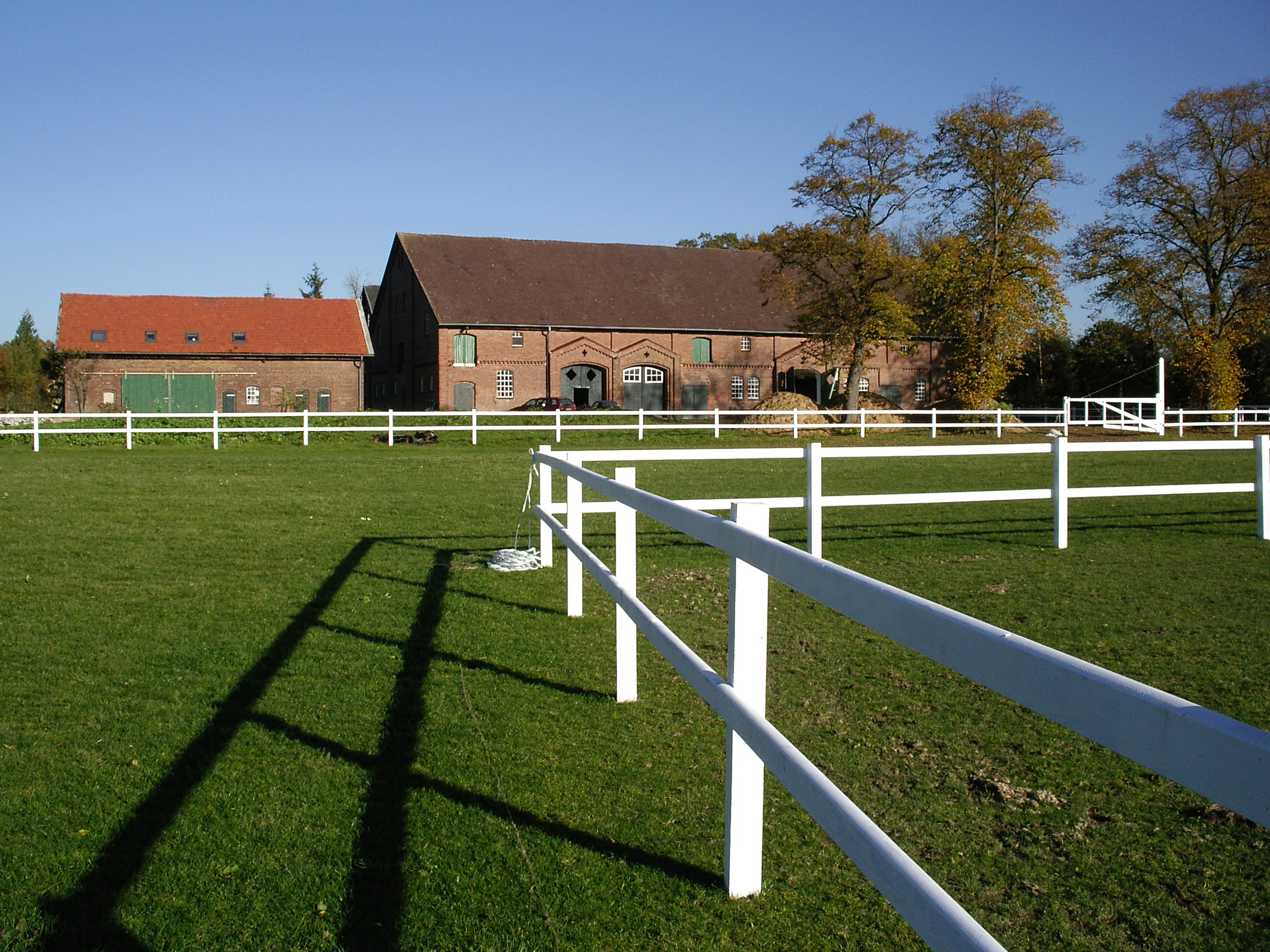
Gut Aspern

Das Gemeindegebiet ist überwiegend landwirtschaftlich geprägt, wobei besonders die Rosenzucht von Bedeutung ist. Außerdem gibt es einige kleine Gewerbebetriebe.
In der Gemeinde befindet sich mit dem Gut Aspern seit 2005 der Hauptsitz des Polo Club Schleswig Holstein und die sog. Polo Academy, eine Poloschule.
Groß Offenseth-Aspern liegt an der Landesstraße 112 von Barmstedt nach Hörnerkirchen. Die Landesstraße 113 führt von Groß Offenseth-Aspern nach Elmshorn. Über die Landesstraße 113 ist auch die Bundesautobahn 23 erreichbar. Die Anschlussstelle Horst/Elmshorn (Nr. 13) ist vier Kilometer entfernt.

## Persönlichkeiten
- Christopher Kirsch – deutscher Polospieler, unterrichtet an der Polo-Academy auf Gut Aspern.